# 本照寺 (高槻市)

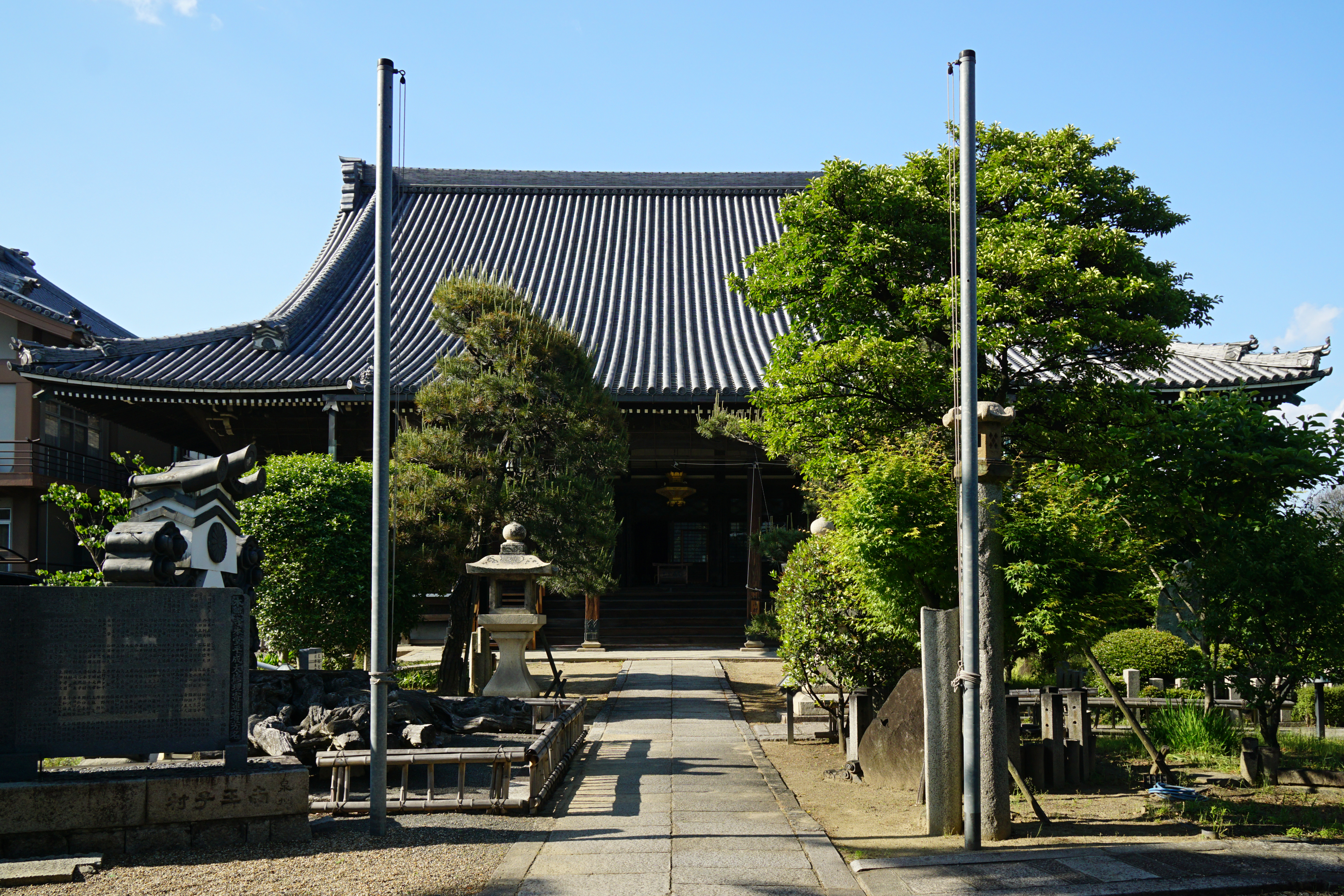
本堂

本照寺（ほんしょうじ）は、大阪府高槻市富田町（とんだちょう）にある浄土真宗本願寺派の仏教寺院。富寿栄山（ふすえざん）あるいは富山と号し、富田御坊（とんだごぼう）ともいう。
寺の東側に山門がある。また、かつて周囲に寺内町を形成し、現在もその町並みをとどめている。

## 歴史
- 室町時代の1427年（応永34年）、本願寺第7代法主存如（蓮如の父）により建立。当初は光照寺と称した。
- 1532年（天文元年）、天文の錯乱により、一時荒廃する。
寛正の法難で延暦寺によって大谷本願寺を破却された本願寺8世蓮如を宥めるために管領細川勝元がこの地に寺地を与えて京都から立ち退かせようとしたが、蓮如が間もなく吉崎御坊に向かったために土地は一時店晒しとなった。後に蓮如が加賀一向一揆を避けて戻ってきた後に富田荘の光照寺に一時滞在し、文明13年（1481年）に教行寺を建立して八男・蓮芸を住持とした。以後富田は本願寺門徒が集まり、寺内町が形成されるようになる。後に天文の錯乱によって管領・細川晴元らの攻撃を受けて焼き討ちにあうが、後に再興を許された。

- 1646年（正保3年）、良教（西本願寺12世准如の子）が入り、本願寺の「本」の字をもらって現在の本照寺と改める。
- 本山より「富田御坊」の扁額を与えられ、教行寺と共に北摂の西本願寺系寺院を取り纏める中本山となる。
- 特に本照寺はいわゆる『大和』域内の被差別部落寺院（穢多寺と呼ばれた）の統括を任され、被差別民の門徒にとっての実質的な本山として機能した（当時、被差別民は河原門徒として差別され、本山の出入りを許されなかった）。
- 1796年（寛政8年）刊行の『摂津名所図会』に境内の描写がある。
- 歴代住持は明治時代の苗字必称より親鸞以来のゆかりと、かつての富田荘代官でもあった日野氏を名乗っている。

## 文化財

### 市指定有形文化財
- 本堂 - 1798年（寛政10年）再建、十間四面、1990年（平成2年）4月13日指定
- 山門　附石橋 - 2005年（平成17年）6月14日指定
- 東門 - 江戸時代中期築、2005年（平成17年）6月14日指定
- 鐘楼 - 江戸時代中期築、2005年（平成17年）6月14日指定

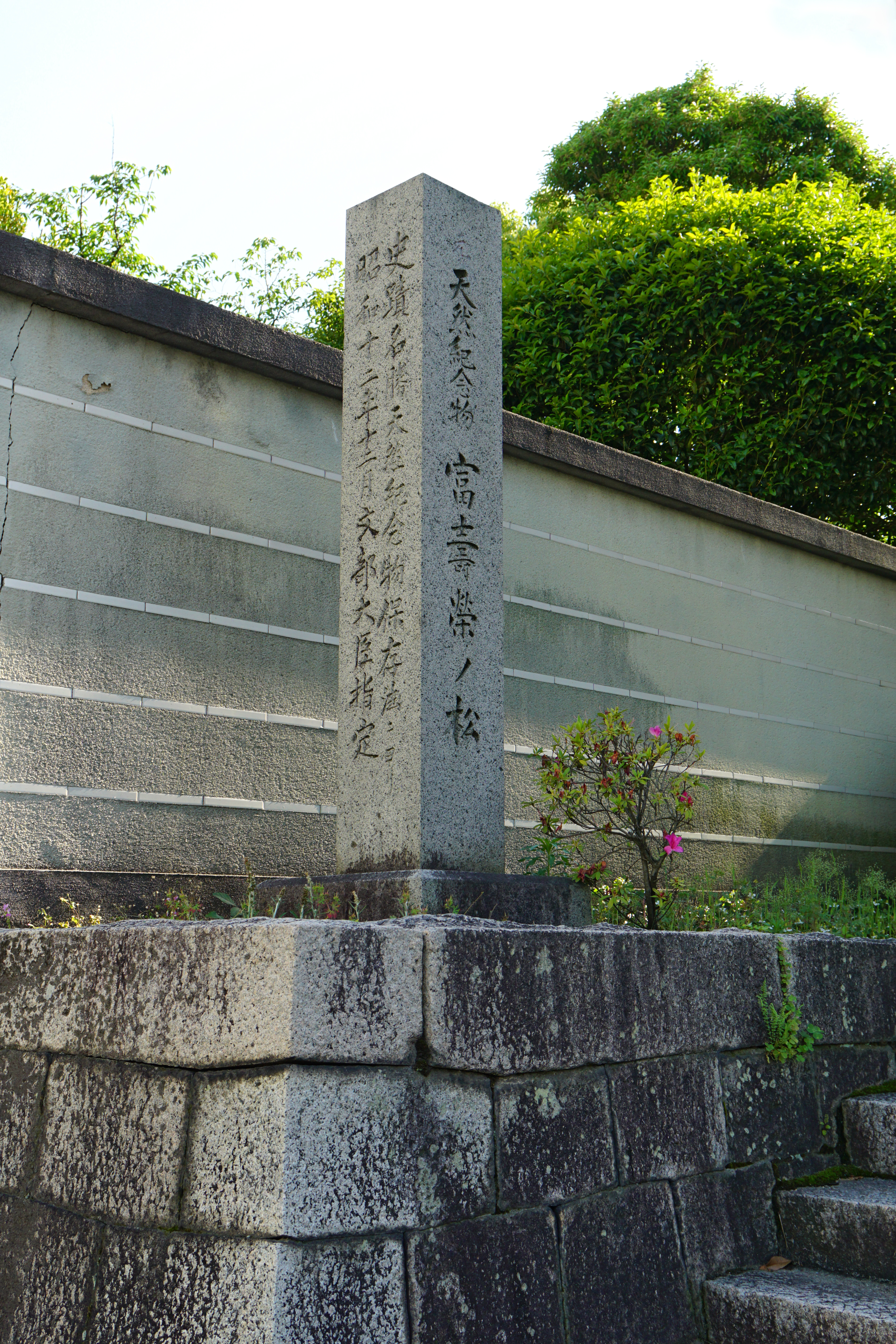
「富寿栄の松」の石碑

### 富寿栄の松
- かつて本照寺の境内には、国の天然記念物に指定されていた富寿栄（ふすえ）の松というクロマツがあった。樹高は27mと低いが、東西40m、南北30mにわたって手が届く高さに広々と枝を広げた、樹齢およそ700年の巨木であった。しかし1968年（昭和43年）頃からマツ材線虫病によって枯れはじめ、1971年（昭和46年）3月に天然記念物の指定を解除されたのちに枯れ死している。現在は根株のみが境内に保存されており、根に近い幹は本堂内で巨大な火鉢として活用されている。

## 関連事項
- 寺内町
- 普門寺 (高槻市)
- 本願寺の歴史
- 行信教校 - 当初は本照寺境内にあったが、後に現在地へ移転。